# Слова на Покров
Слова на Покров — цикл русских литературных произведений, связанных с праздником Покрова Пресвятой Богородицы. Наиболее раннее из них, и Служба на Покров, предположительно, связано с деятельностью князя Андрея Боголюбского (XII век), при котором распространилась идея об особом покровительстве Богородицы Владимирскому княжеству.

## Произведения цикла
Цикл составляют Проложное сказание, Служба на Покров и пять похвальных слов.
- Проложное сказание («О видении св. Андрея и Епифания, како видеста на воздусе св. Богородицу», начало: «Страшное и чюдное видение…»). Представляет собой краткую заметку конца XII века, в которой говорится о видении Андрея Юродивого и сообщается об учреждении на Руси по воле некоего владетельного князя праздника Покрова. Составлено для внесения нового праздника в Пролог. Известно в списках XIII—XIV веков. Текст сказания стабилен, в списках имеются лишь небольшие разночтения. Присутствует во всех сентябрьских Прологах на 1 (14) октября. В составе Прологов присутствовало уже в XII—XIII веках. Наряду с другими статьями Пролога вошло в Великие Четьи-Минеи (XVI век)[1][3].

- Служба на Покров. Составлена, предположительно, в 60-е годы XII века, одновременно с учреждением праздника Покрова на Руси при Андрее Боголюбском. Позднее неоднократно изменялась и расширялась. Старший список датируется второй половиной XIV века[4][1][3].

- «Слово похвальное честному Покрову Пречистыа Владычица и Приснодѣвѣи Марии. Творение смиренаго иеромонаха Пахомия» (начало: «Понеже убо человеческий род…»). Составлено в 1460-х годах известным агиографом и гимнографом Пахомием Логофетом, прибывшим с Афона. Представляет собой риторическое сочинение, в котором рассказывается о происхождении праздника Покрова и восхваляется Богородица. Источниками Слова послужили Проложное сказание[5] и Служба на Покров. В одном из списков Слова имеется приписка: «Сие благодарное гранессловие Покрову написася повелѣнием и благословением преосвященънаго архиепископа Великаго Новаграда и Пъскова владыкы Ионы рукою грѣшнаго ермонаха Пах., иже от Святия горы сербна»[6]. Предположительно Слово было написано во время второго пребывания Пахомия в Новгороде (1459/1460—1461/1462 годы) для новгородского епископа Ионы, хотя оно не значится в перечне трудов в «Воспоминании» об архиепископе Ионе. Имеет две редакции. Краткая редакция помещена включена в Великие Четьи-Минеи под 1 (14) октября. Вторая редакция читается в ряде рукописей и представляет собой незначительную стилистическую переделку ряда фрагментов памятника[1][3].

- «Слово похвальное на святый Покров Пречистыа Богородица и Приснодѣвы Мариа»[3] (начало: «Сладчаиши убо во временех весна…»). Пространное компилятивное сочинение, для которого предлагаются различные датировки. Включает толкование происхождения и значения праздника Покрова и молитвенные обращения. Известно в списках XVI—XVIII веков. Содержит большое число цитат из Проложного сказания и Службы на Покров, а также гимнографических шаблонов. Е. С. Медведева датировала произведение XIV веком, Н. Н. Воронин — XII—XIV веками. Е. А. Фет отмечает, что общий план литературного памятника заимствован из «Слова похвального честному Покрову», и относит его к началу XVI века. Включено в Великие Четьи-Минеи под 1 (14) октября.

- «Поучение на Покров Богородицы» (начало: «Многа и различна торжества и праздницы…»). Составлено в XV веке неизвестным иноком. Имеет нравоучительный характер. Известно небольшое число списков. Старший датируется XV веком[7].

- «Слово похвальное на Покров» (начало: «Светлое и преславное настоящее торжество…»). Составлено в XVI веке из отдельных частей Проложного сказания и слов на другие богородичные праздники[8].

- «Слово на Покров» (начало: «В последняя и лютая времена…»). Позднее похвальное слово. Известно в списках XVIII—XIX веков[9][1].

## Значение
История установления праздника Покрова Пресвятой Богородицы неизвестна. Существуют византийская и русская версии его происхождения. В рамках последней учреждение праздника Покрова чаще всего связывают с Андреем Боголюбским. Праздник Покрова известен только по русским месяцесловам, в византийских источниках он отсутствует — не был известен или исчез. В других православных церквях он появился под русским влиянием. Проложное сказание и текст службы на Покров возникли в XII веке. Однако в сказании нет признаков специальной привязанности праздника именно к Русской земле. Автор сказания анонимен. Идеи произведения носят общехристианский характер, имя учредителя праздника не называется. Покров Пресвятой Богородицы почитался на Руси как символ особого покровительства Богоматери Русской земле. По мнению М. Б. Плюхановой, большое значение для средневековой Руси имело «заложенное в символе Покрова общественное начало». Специфика этого праздника на Руси заключается в почитании образов Церкви как «покрова, ограды, защиты».

## Издания
- Слово на Покров Пресвятой Богородицы // Димитрий Ростовский, святитель. Жития святых. Октябрь;
- Великие Минеи Четьи, октябрь, дни 1—3. — 1870. — Стб. 4—23;
- Hurwitz Е. S. Prince Andrej Bogoljubskij: The Man and the Myth. Firenze, 1980. P. 92—93;
- Сказание на Покров Святой Богородицы / Подготовка текста, перевод и комментарии М. А. Федотовой // Из Великих Миней Четьих митрополита Макария // Библиотека литературы Древней Руси / РАН. ИРЛИ; Под ред. Д. С. Лихачёва, Л. А. Дмитриева, А. А. Алексеева, Н. В. Понырко. — СПб. : Наука, 2003. — Т. 12 : XVI век;
- Слово похвальное Покрову Пресвятой Богородицы… / Подготовка текста, перевод и комментарии М. А. Федотовой // Из Великих Миней Четьих митрополита Макария // Библиотека литературы Древней Руси / РАН. ИРЛИ; Под ред. Д. С. Лихачева, Л. А. Дмитриева, А. А. Алексеева, Н. В. Понырко. — СПб. : Наука, 2003. — Т. 12 : XVI век.